# Harry McClintock
Harry McClintock (* 8. Oktober 1882 in Knoxville, Tennessee; † 24. April 1957 in San Francisco, Kalifornien), auch bekannt als Haywire Mac, war ein US-amerikanischer Komponist.

## Leben
McClintock wurde in Knoxville, Tennessee, geboren, wo er auch aufwuchs. Später zog er nach New Orleans, wo er bereits als Jugendlicher einige seiner späteren Hits schrieb. Inspiriert wurde er von den Landstreichern, genannt „Hobos“ oder „Bums“, deren Geschichten und Alltag McClintock in den Songs verarbeitete. Er wurde als Moderator einer täglichen Kindersendung des Musiksenders KFRC namens Mac and his Gang besonders bei Kindern und Jugendlichen ab Mitte der 1920er-Jahre äußerst populär. Sein bekanntester Song ist Big Rock Candy Mountain. McClintock spielte Ende der 1920er-Jahre für Victor Records weitere bekannte Folksongs wie Hallelujah! I'm A Bum oder den Bum Song ein. Big Rock Candy Mountain wurde 2000 in dem Film O Brother, Where Art Thou? als Eröffnung verwandt.

## Diskografie

### Singles
- 1928: Billy Venero / The Texas Rangers
- 1928: The Bum Song / Hallelujah! I'm A Bum
- 1928: The Bum Song - No. 2 / The Big Rock Candy Mountains
- 1928: Cowboy's Lament / Good-Bye Old Paint
- 1928: Jesse James / Sam Bass
- 1928: The Circus Days / The Man on the Flying Trapeze
- 1929: Hobo's Spring Song / If I had my druthers
- 1929: The Trail To Mexico / Get Along, Little Doggies

### Alben
- 1950: Haywire Mac (Cock Records)
- 1972: Haywire Mac (Folkways Recordings)
- 1981: Hallelujah! I'm a Bum (Rounder Records)